# Change (Barry White)
Change è il quattordicesimo album del cantante statunitense Barry White, pubblicato nel 1982 dalla Unlimited Gold Records.

## Tracce
1. Change (White, Taylor, Lopez) - 6:12
2. Turnin' on, Tunin' in (To Your Love) (Cameron) - 5:13
3. Let's Make Tonight (An Evening to Remember) (Cameron, Cameron) - 5:09
4. Don't Tell Me About Heartaches (Kipner, Vallins) - 6:52
5. Passion (White, Taylor, Lopez) - 6:58
6. I've Got That Love Fever (White, Perry, Cameron) - 5:11
7. I Like You, You Like Me (White, Perry) - 5:30
8. It's All About Love (Cameron) - 4:20